# Comique Film Corporation
Comique Film Corporation — американська кінокомпанія, створена в 1916  Роско Арбаклом і Джозефом М. Шенком, проіснувала до 1920. Кінокомпанія створена для виробництва кінокомедій Роско Арбакла і їх поширення через Paramount Pictures. Пізніше компанія виробляла короткометражні фільми з Бастером Кітоном в головній ролі.

## Історія
Comique Film Corporation призначена для виробництва фільмів Roscoe Arbuckle (серіал Fatty), які розповсюджуються Paramount Pictures Corporation.
Звичайно, коли зірка набуває певної слави, створювати власну продюсерську компанію. Роско Арбакл, який тривалий час писав і режисер власних фільмів для Keystone, природно, створив свій власну справу у партнерстві з Джозефом М. Шенком у його вже чинній компанії. До останнього входять Norma Talmadge Film Corporation з актрисою Нормою Талмедж, на якій він щойно одружився, і Constance Talmadge Film Corporation з її сестрою Констанс Талмедж. Один створює комедії, інший – драми. Comique Film Corporation представляє бурлескний аспект трьох компаній, встановлених в одному приміщенні. Слід зазначити, що, як і Роско Арбакл, сестри Талмадж раніше працювали з Маком Сеннетом і для Keystone. Перш за все, це дає можливість мати власні студії та мати повний контроль над виробництвом фільмів.  
Роско Арбакл продовжує з Comique Film Corporation серію Fatty, яка досягла успіху. Під цим лейблом випущено 22 фільми, і це останні з серії Fatty. У той же час він зустрів Бастера Кітона і змусив його з'явитися на екрані в першому фільмі виробництва La Comique, Fatty Boucher («Хлопчик-м'ясник»).  
Вперше встановлені поблизу Нью-Йорка, студії спільно з студіями Norma Talmadge Film Corporation. У квітні 1918 року La Comique Film студії відкрилися в Каліфорнії.

## Фільмопис
1. Гараж / The Garage (1920)
2. Селюк / The Hayseed (1919)
3. За кулісами / Back Stage (1919)
4. Герой пустелі / A Desert Hero (1919)
5. Банківський службовець / The Bank Clerk (1919)
6. Любов / Love (1919)
7. Швейцар Портер / The Pullman Porter (1919)
8. Кемпінг / Camping Out (1919)
9. Шериф / The Sheriff (1918)
10. Кухар / The Cook (1918)
11. На добраніч, сестричко! / Good Night, Nurse! (1918)
12. Самогон / Moonshine (1918)
13. Коридорний / The Bell Boy (1918)
14. Дикий Захід / Out West (1918)
15. Клаптик паперу / A Scrap of Paper (1918)
16. Сільський герой / A Country Hero (1917)
17. Коні-Айленд / Coney Island (1917)
18. Ох, лікарю! / Oh Doctor! (1917)
19. Його шлюбна ніч / His Wedding Night (1917)
20. Грубий будинок / The Rough House (1917)
21. Безтурботний Ромео / A Reckless Romeo (1917)
22. Помічник м'ясника / The Butcher Boy (1917)

## Галерея

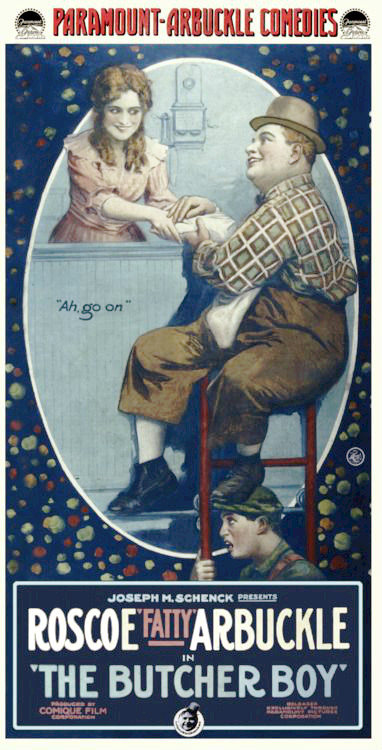
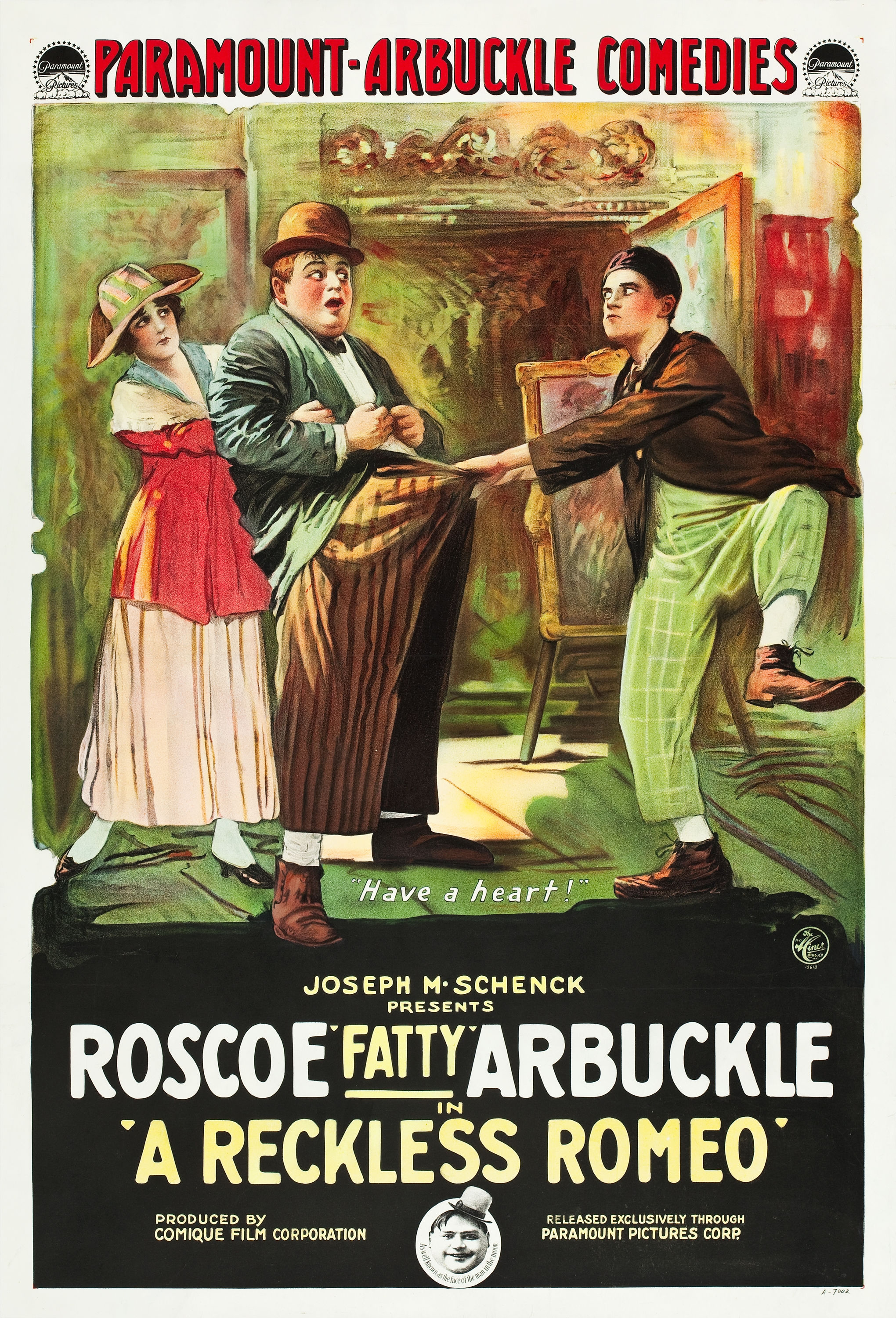
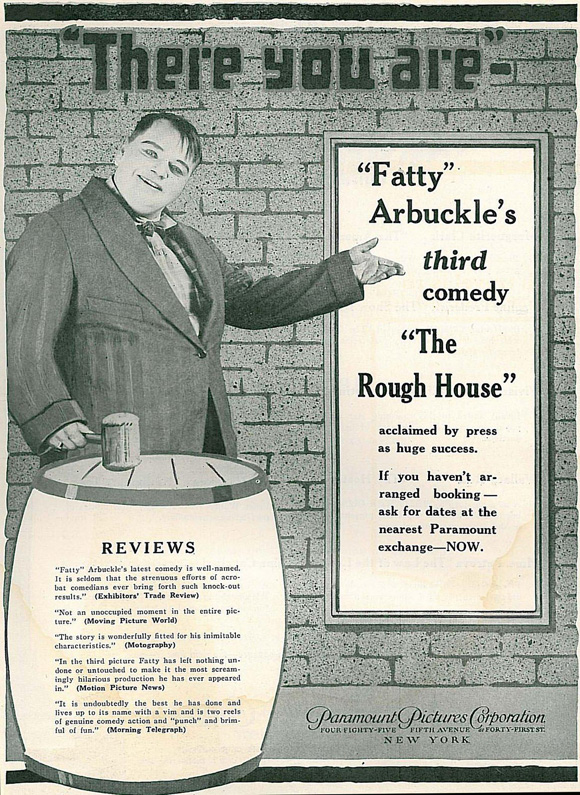
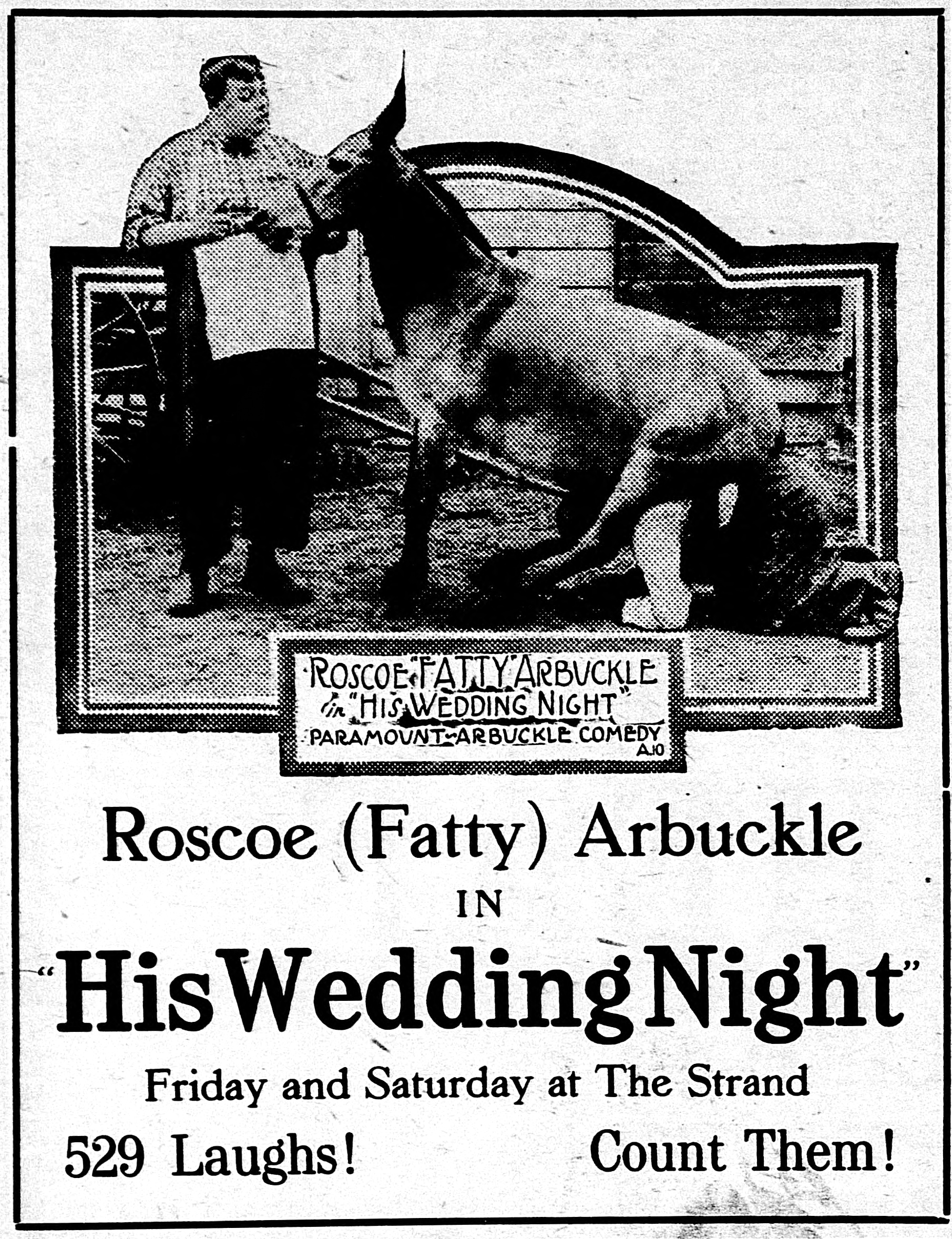
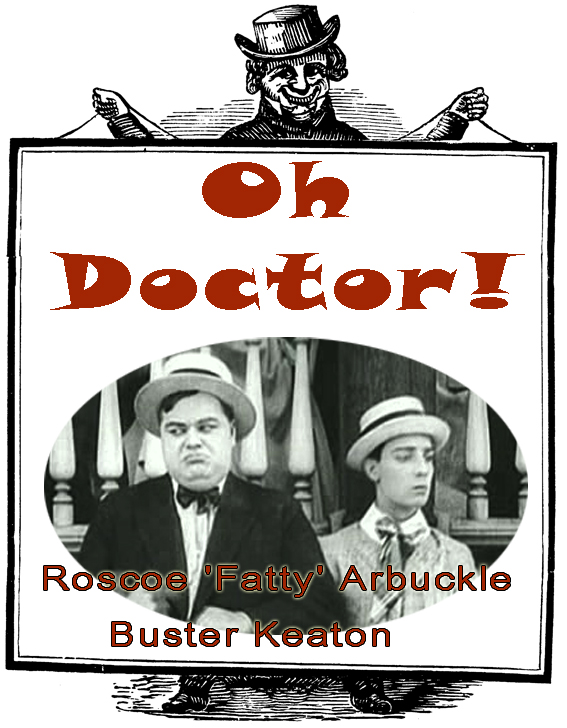
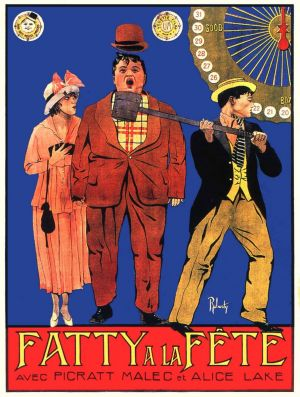
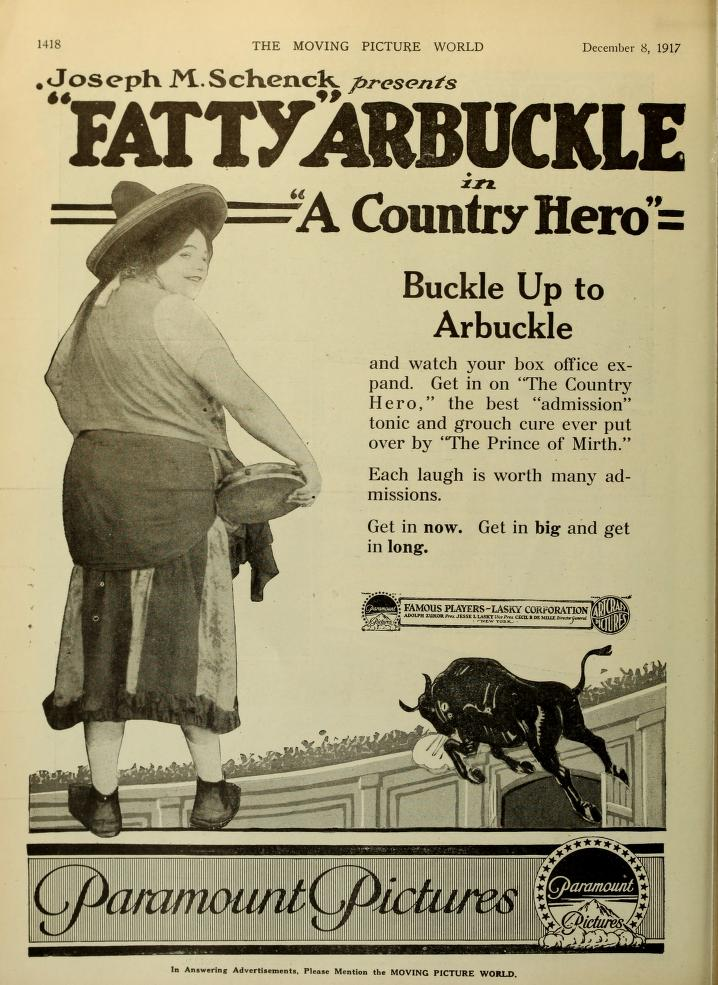
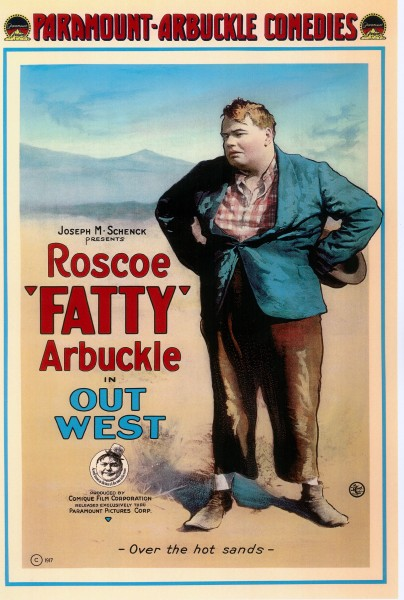
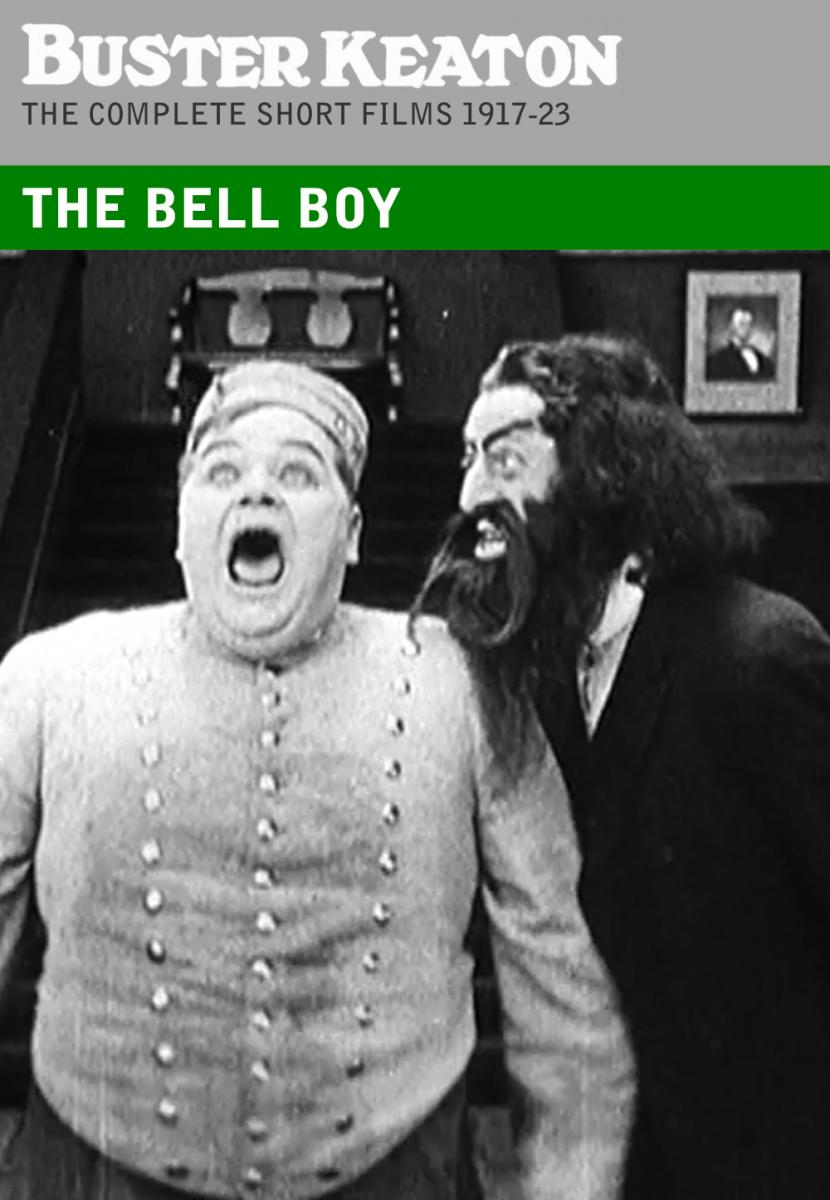
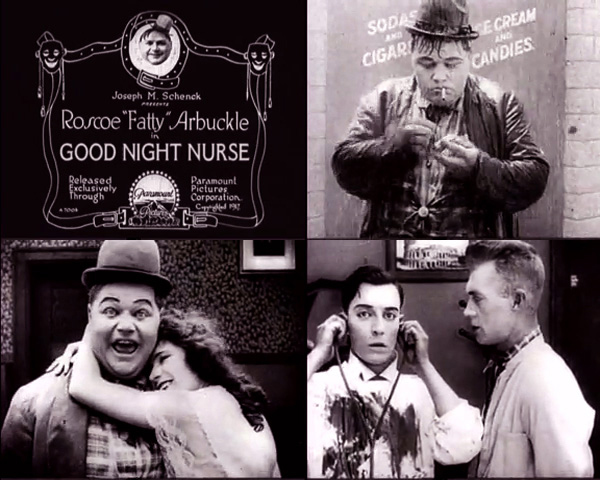
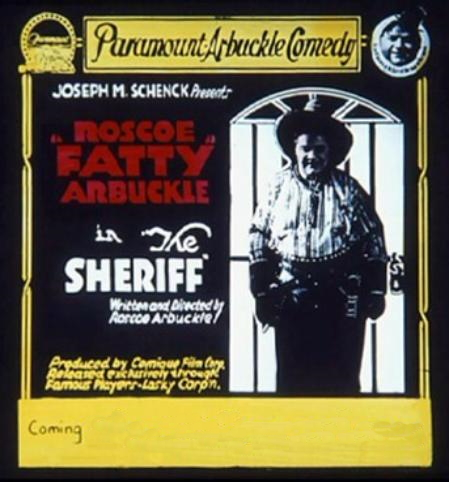
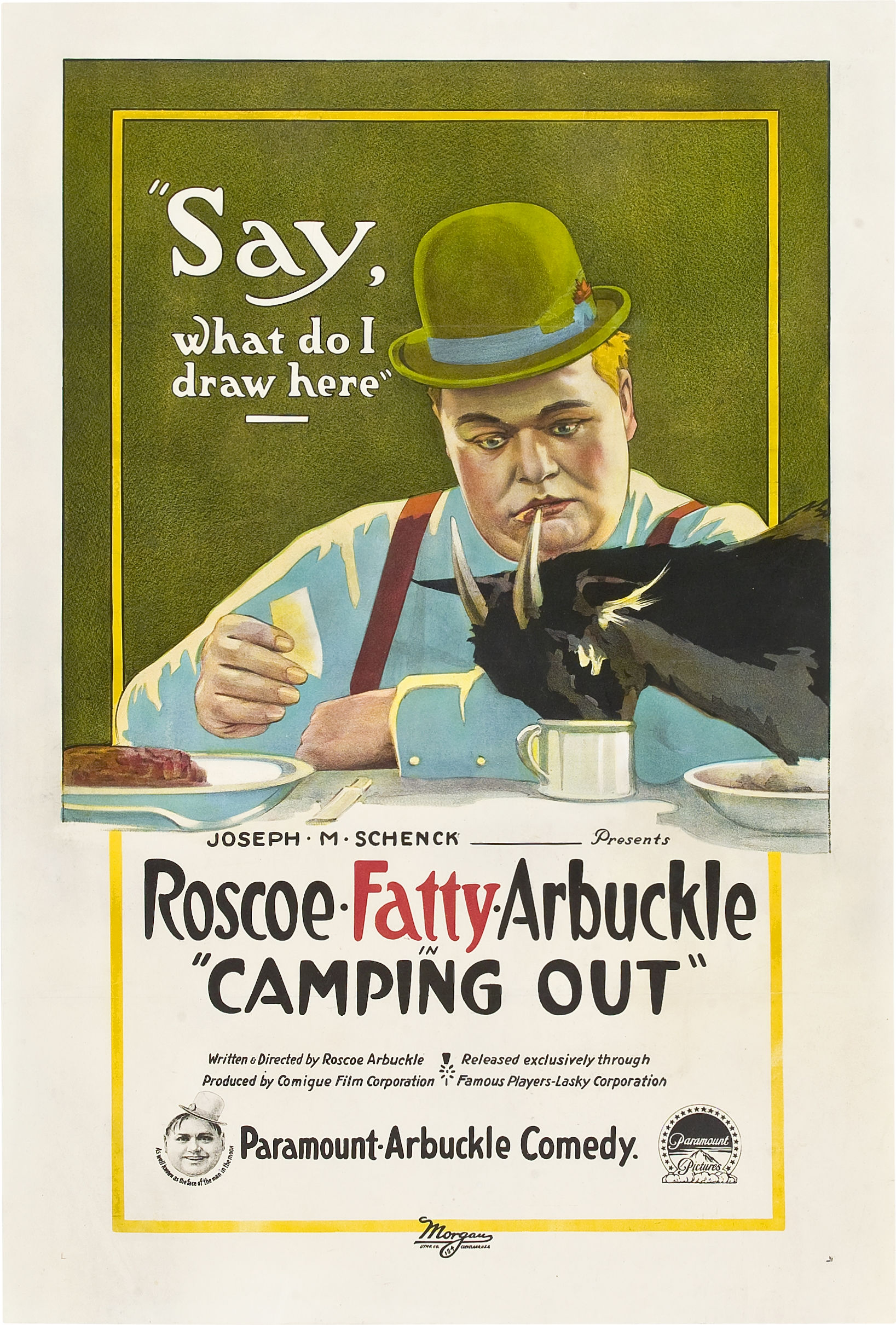
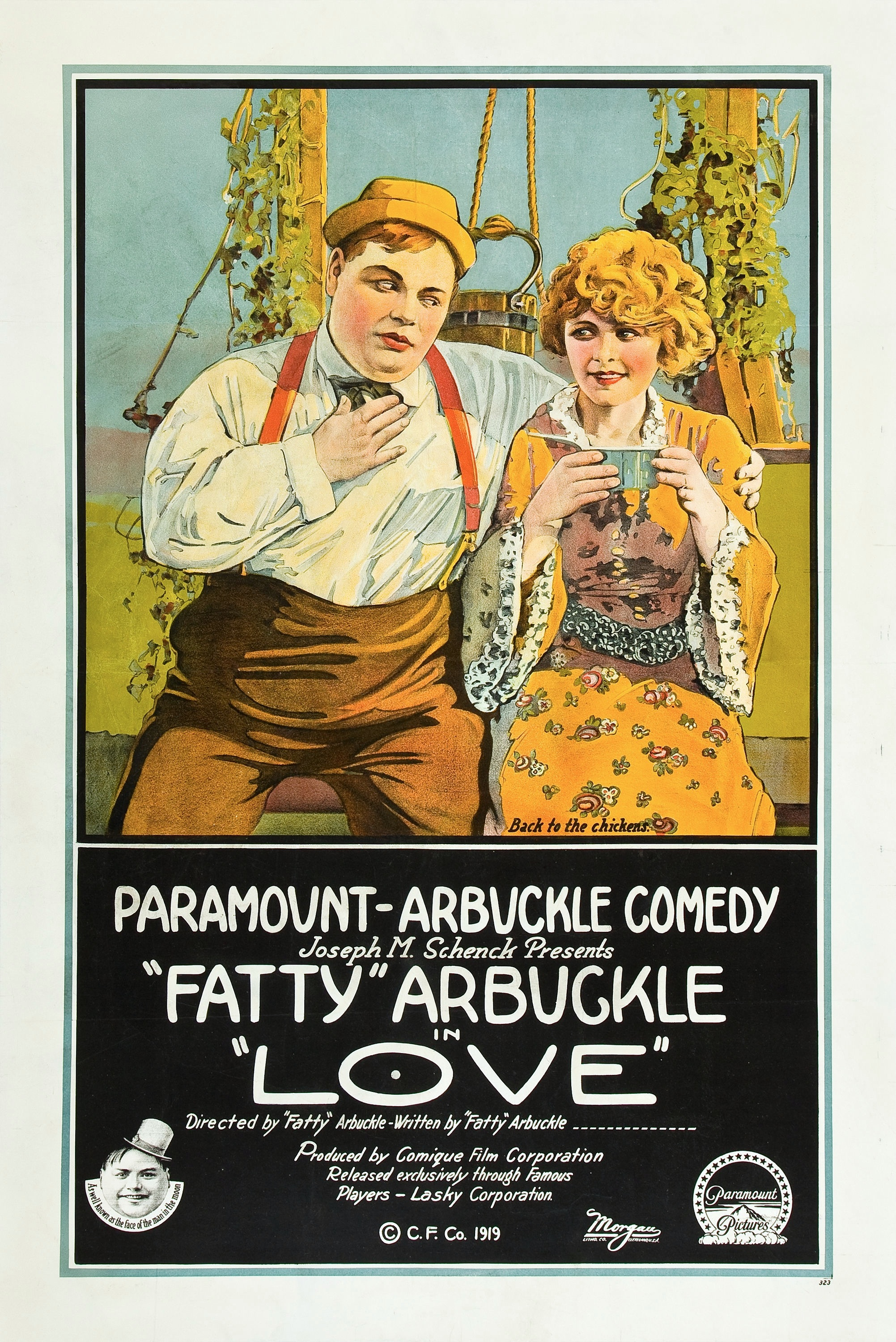
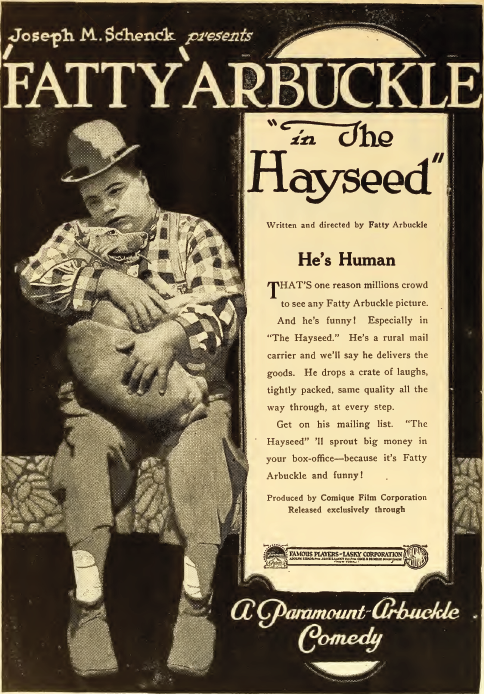
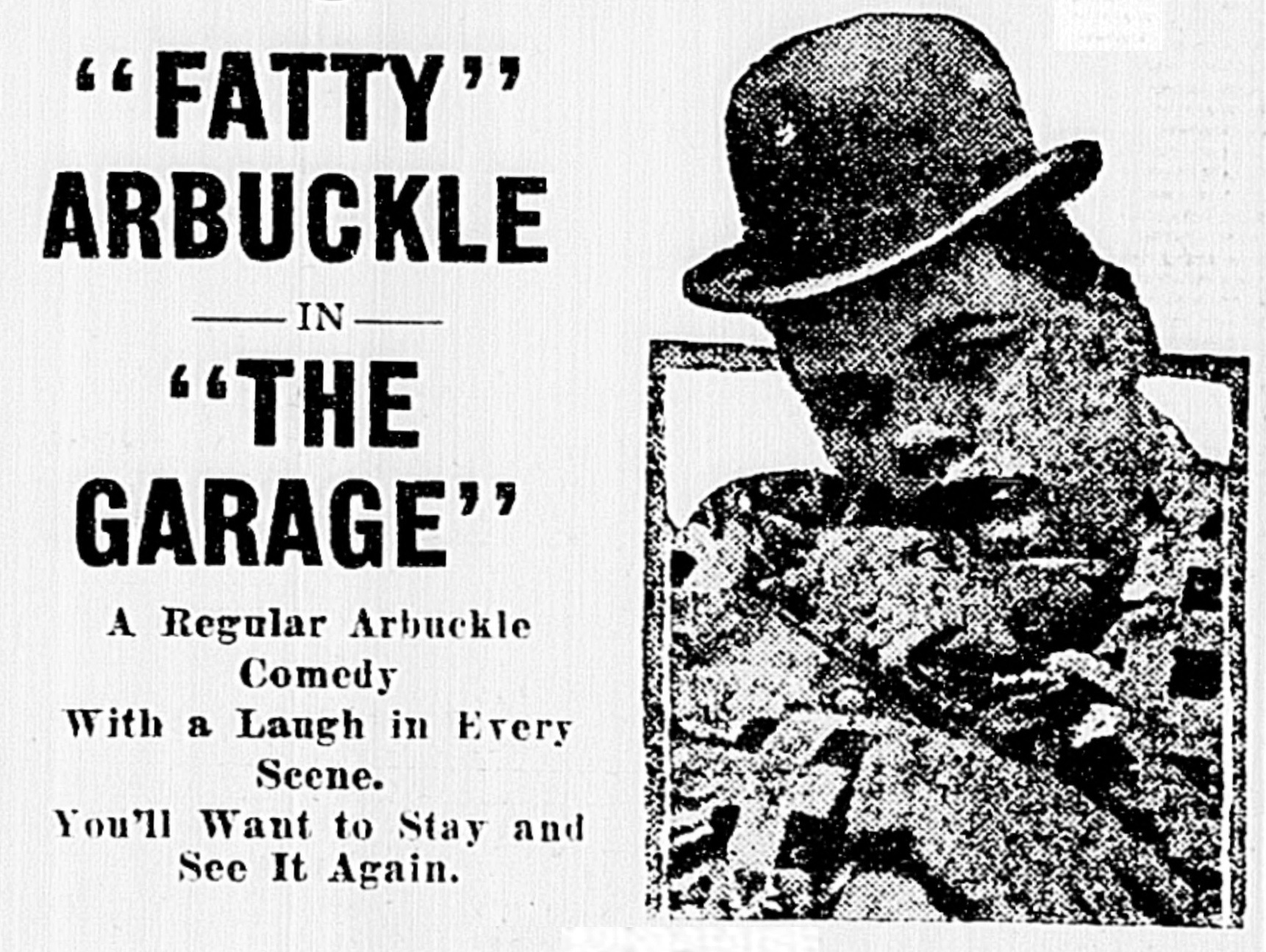